# کدو تنبل آبی
کدوی تنبل آبی در انگلیسی به نام‌های Blue Pumpkin و Queensland Blue Pumpkin و Jarrahdale Blue Pumpkin نام برده می‌شود یک گونه از کدو (Cucurbita maxima) است. نوعی کدوی زمستانه می‌باشد منشأ این نوع از کدو تنبل به سایل ۱۹۲۰ بازمی‌گردد که اولین بار در آمریکای مرکزی تولید و به کویینزلند استرالیا برده شده و سپس ازآنجا به دنیا معرفی شد. هنگام برداشت پوست آن سفت و ازین نظر با کدوی حلوایی با پوسن نازک متفاوت است. میوه‌های این نوع کدو سیار معطر به رنگ‌های آبی بوده و به شکل گرد و کروی می‌باشد، دارای گوشت نارنجی بوده و قطرآن از ۱۰ الی ۲۵ سانتی‌متر و وزن‌های آن بین تا ۲ الی ۴ کیلوگرم نیز می‌رسد. کدو تنبل آبی در انداره‌های متوسط مانند سایر کدوهای تنبل بوده و بسیار شیرین می‌باشد.

## نگارخانه

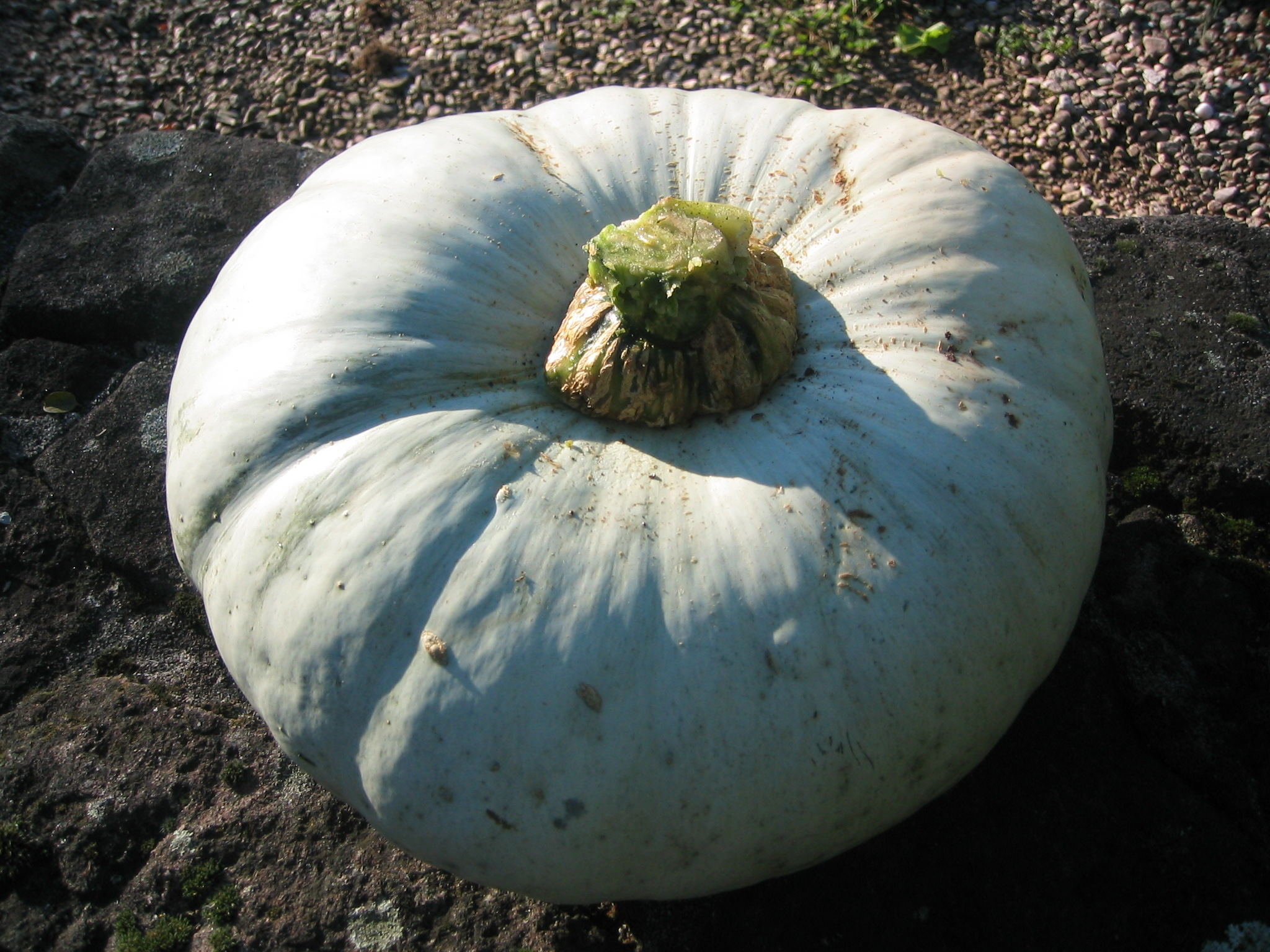
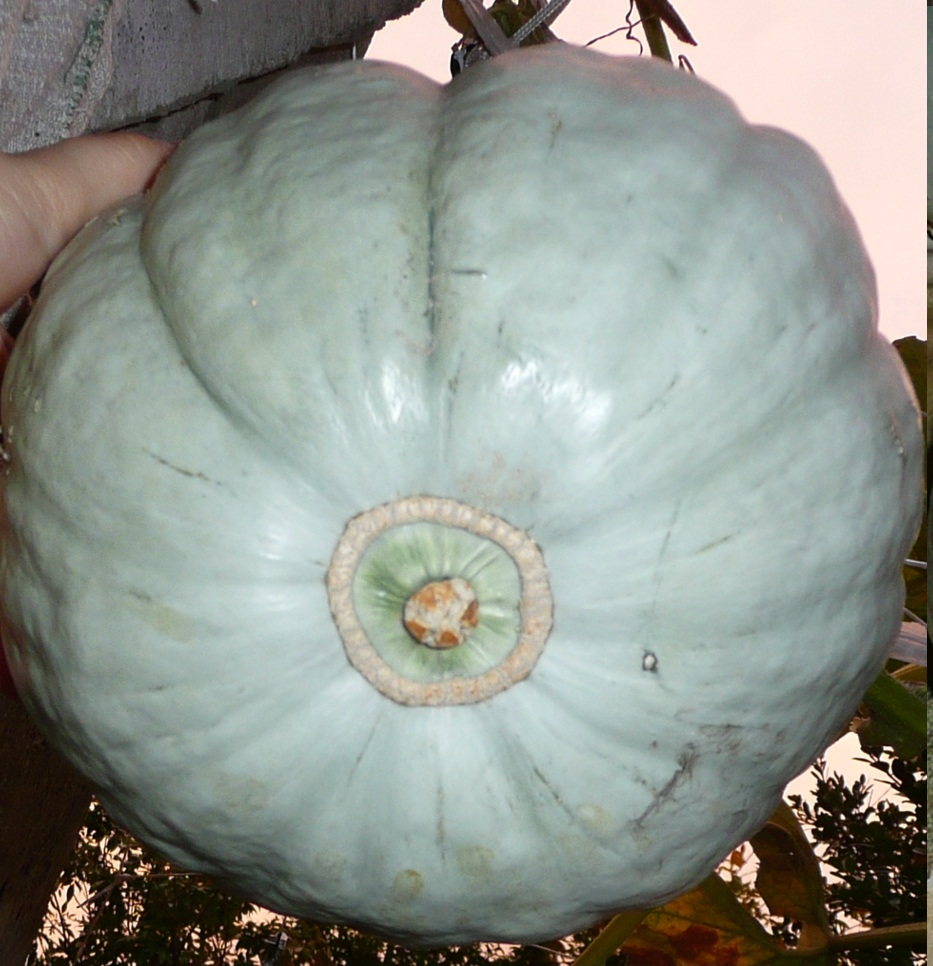
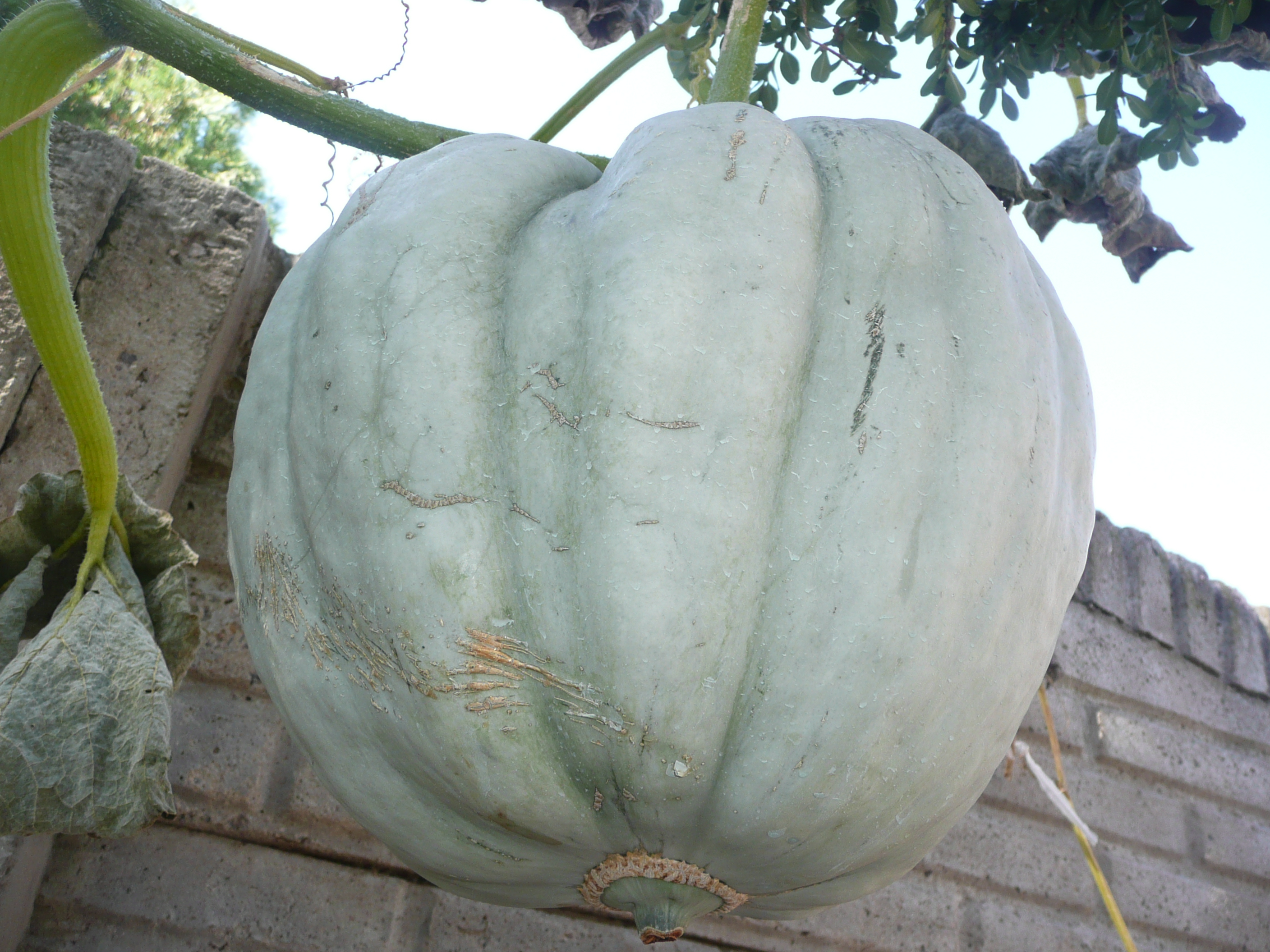
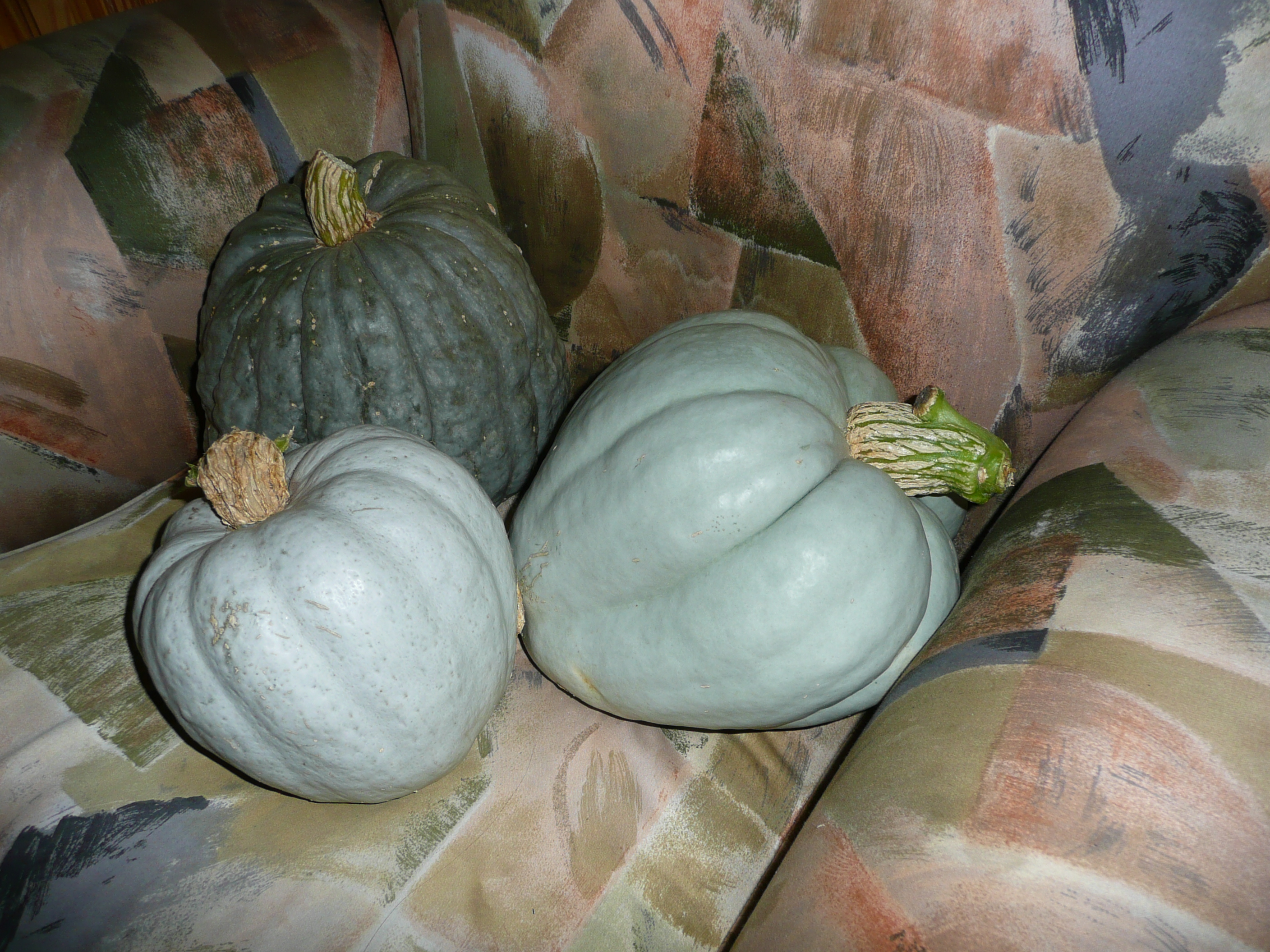
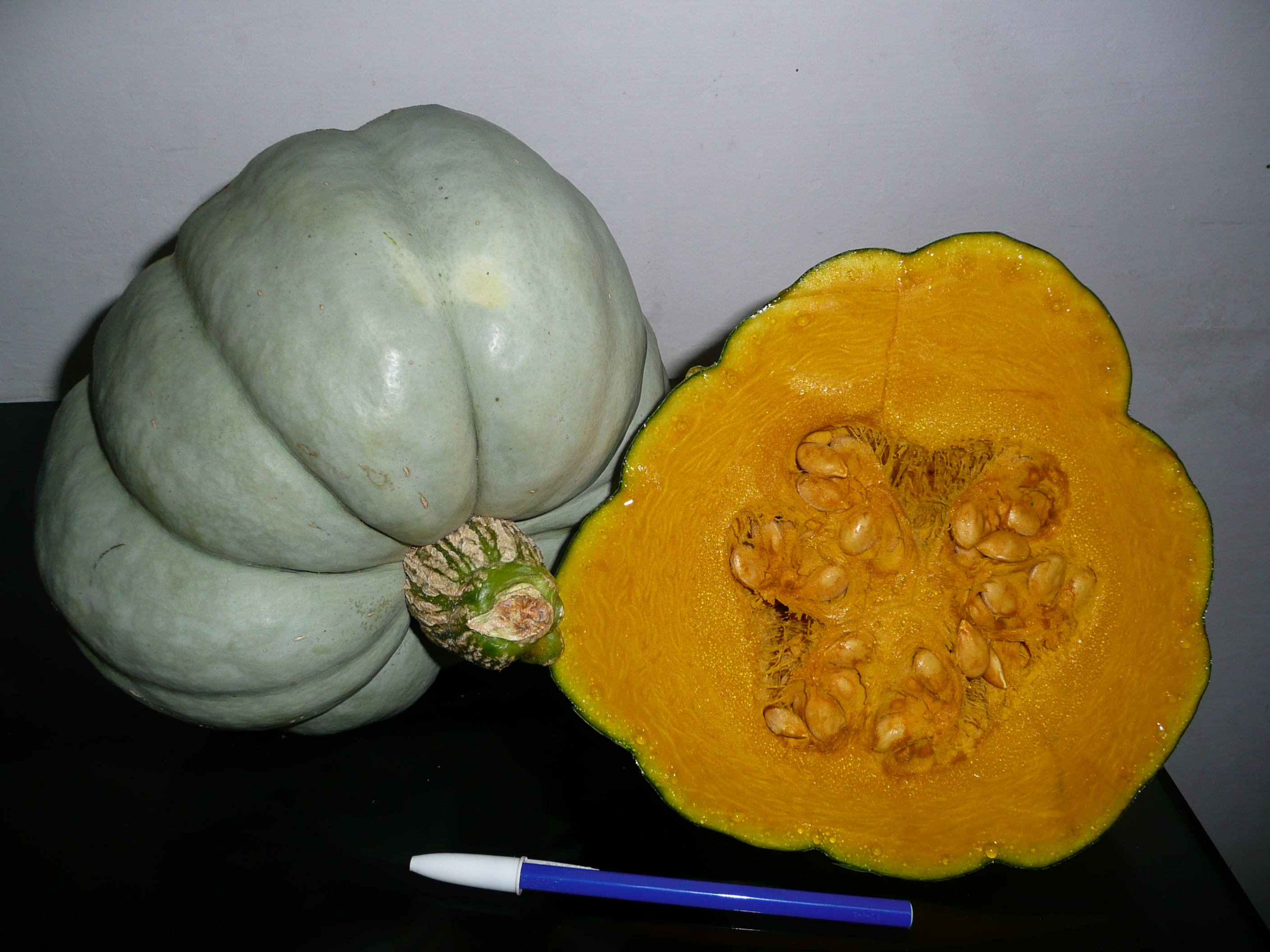
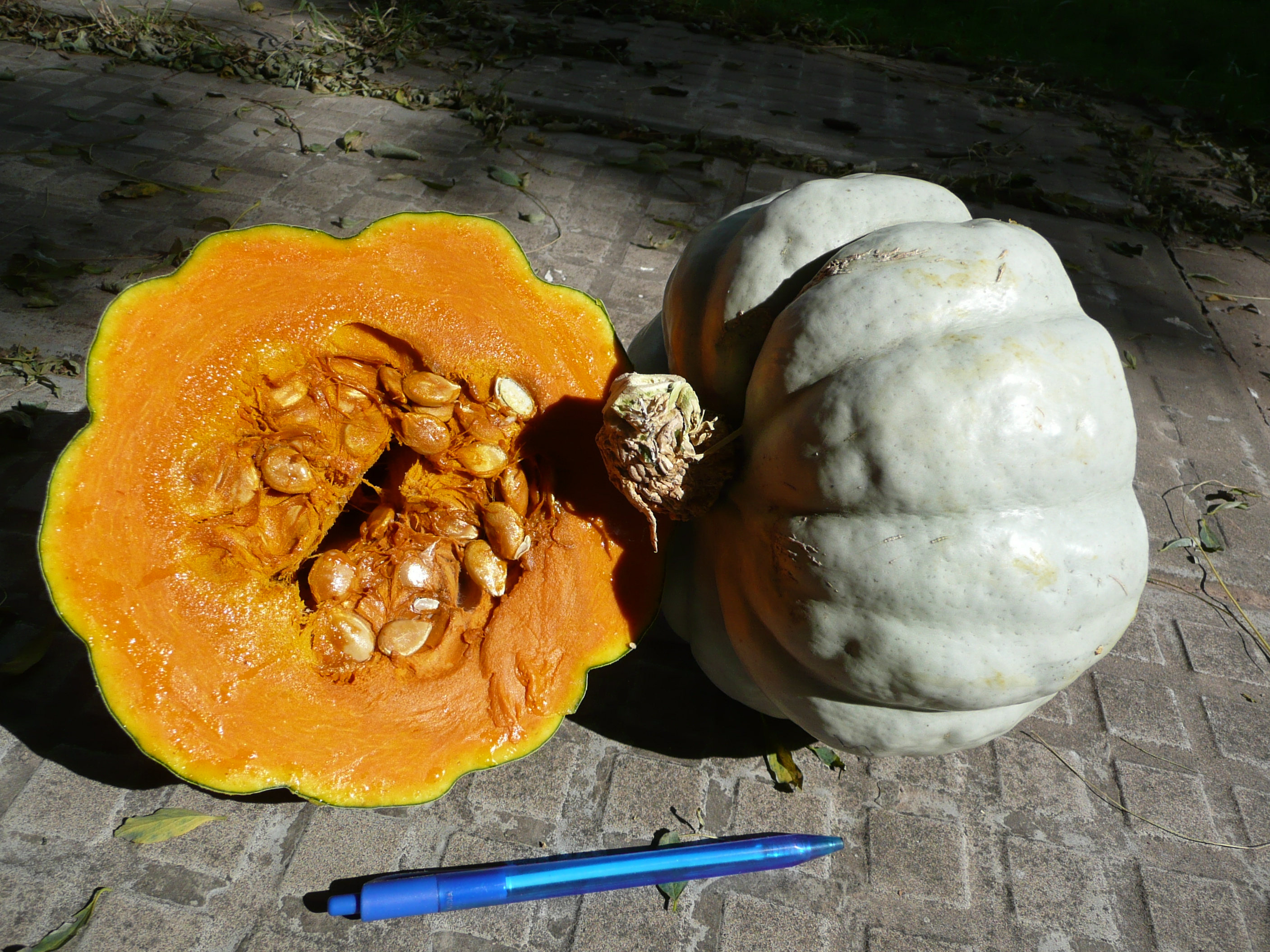
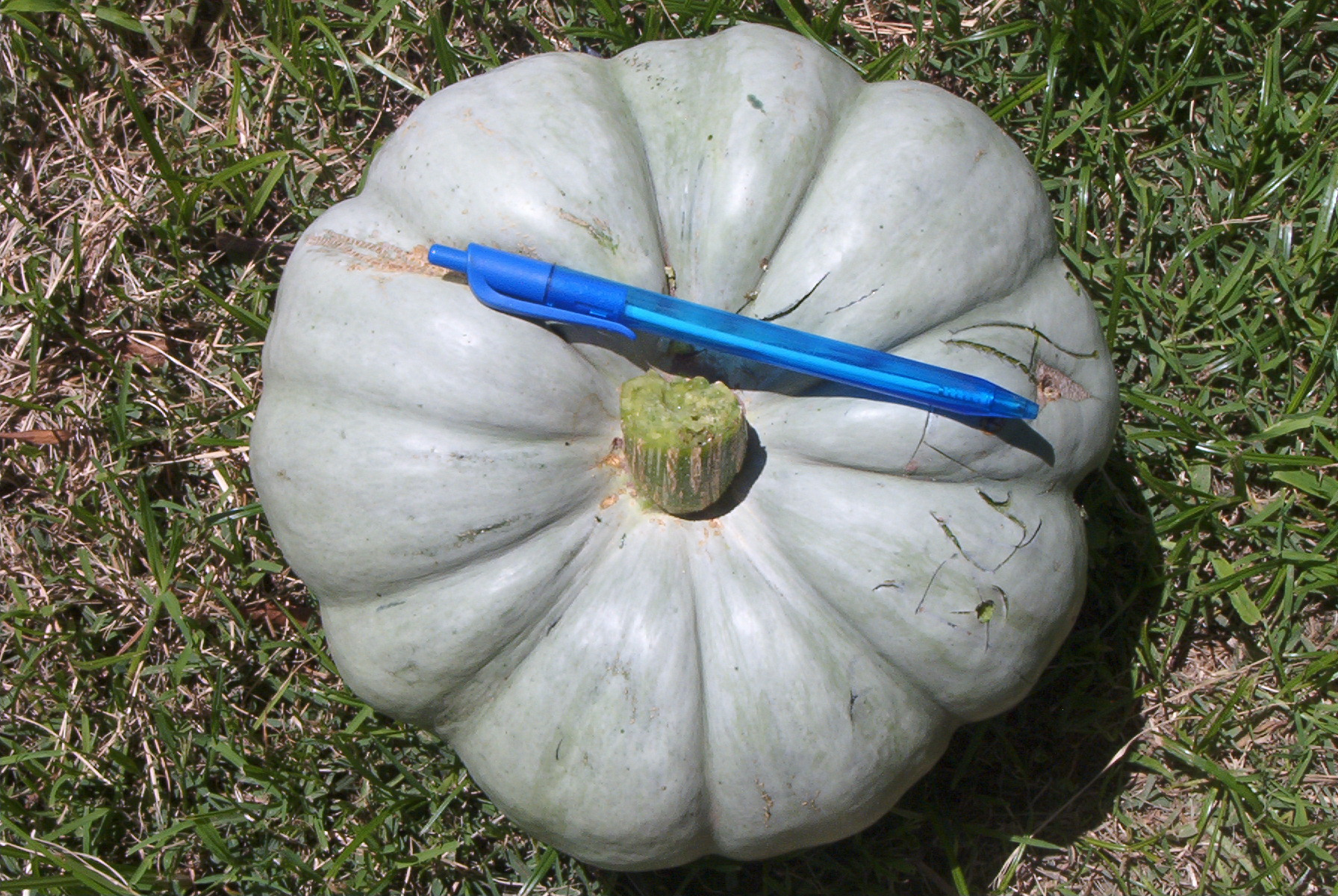